# Ismaily Sporting Club
Ismaily SC (árabe (idioma): النادي الإسماعيلي الرياضي) é um clube egípcio de futebol fundado em 1924em Ismaília. 
Disputa atualmente a Egyptian Premier League.

## Títulos
| CONTINENTAIS | CONTINENTAIS             | CONTINENTAIS | CONTINENTAIS               |
|              | Competição               | Títulos      | Temporadas                 |
| ------------ | ------------------------ | ------------ | -------------------------- |
|              | Liga dos Campeões da CAF | 1            | 1969                       |
| NACIONAIS    |                          |              |                            |
|              | Competição               | Títulos      | Temporadas                 |
| Egito        | Egyptian Premier League  | 3            | 1966–67, 1990–91, 2001–02. |
| Egito        | Taça do Egito            | 2            | 1996–97, 1999–00.          |